# Supersypnoides chinensis
Supersypnoides chinensis är en fjärilsart som beskrevs av Emilio Berio 1958. Supersypnoides chinensis ingår i släktet Supersypnoides och familjen nattflyn. Inga underarter finns listade i Catalogue of Life.